# Kalašové
Kalašové jsou indoevropská národnost žijící v severozápadní části Pákistánu. V počtu asi pět tisíc příslušníků obývají horská údolí v okolí města Čitrál. Vyznačují se dlouhověkostí a poklidným způsobem života, založeném na pastevectví koz a pěstování vlašských ořechů, vína a meruněk. Mezi Kalaši se vyskytují četné evropské typy se světlou pletí a modrýma očima – podle legendy jsou, stejně jako Núristánci a Hunzové, potomky vojáků Alexandra Velikého. Pro to však nejsou žádné důkazy. Podle genetických výzkumů jsou Kalašové velmi izolovanou skupinou s některými unikátními genetickými znaky, zřídka se vyskytujícími v okolních populacích. Podle jedné genetické analýzy tvoří Kalašové samostatný cluster, přičemž další clustery tvoří Afričané, Evropané, obyvatelé Středního východu, Jihoasiaté, Východní Asiaté, Melanésané a Indiáni.

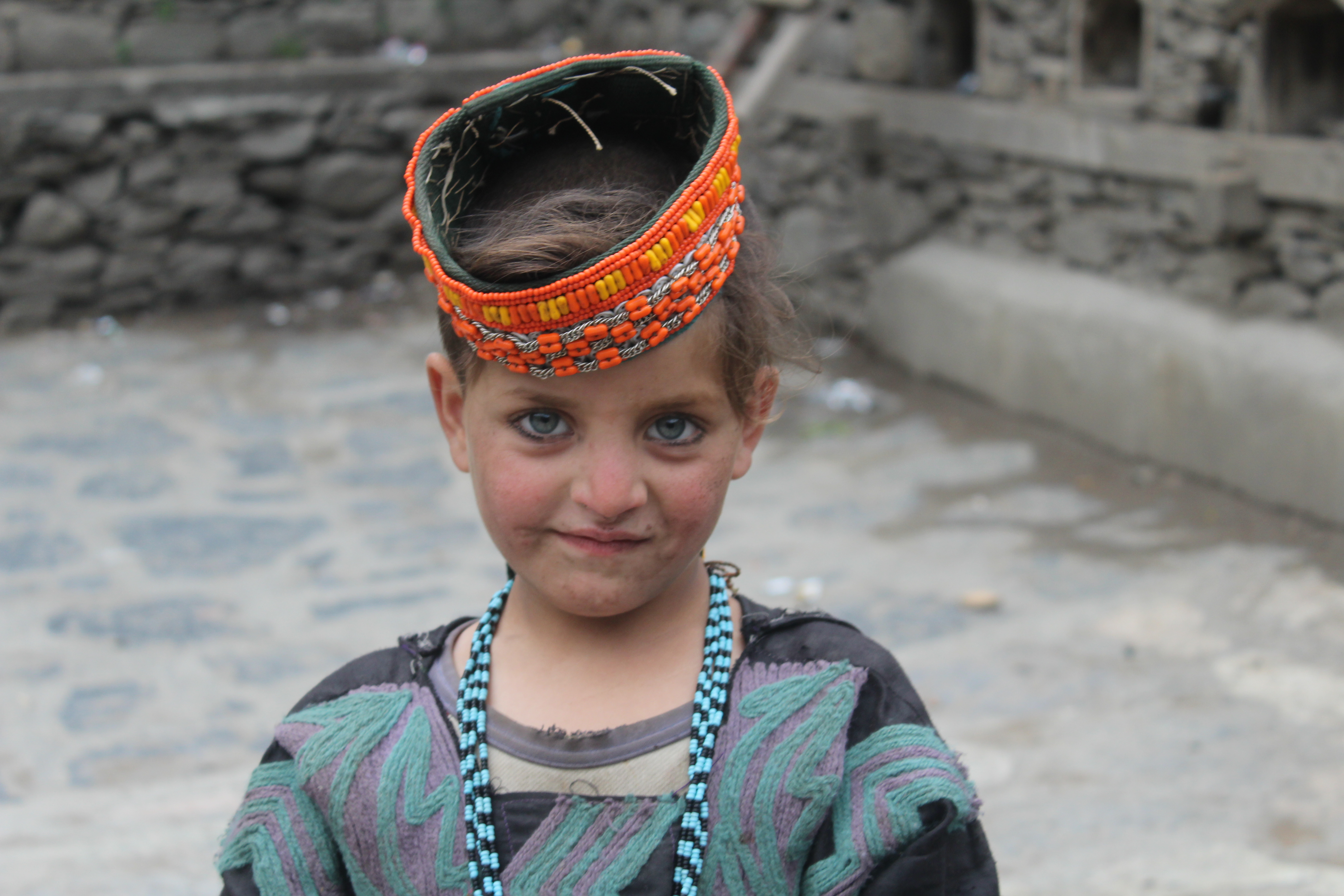
Kalašská dívka v Pákistánu

Moderní genetické výzkumy zjistily, že Kalašové mají vysoký podíl genů lidu jámové kultury, kteří do Střední Asie migrovali z východní Evropy.

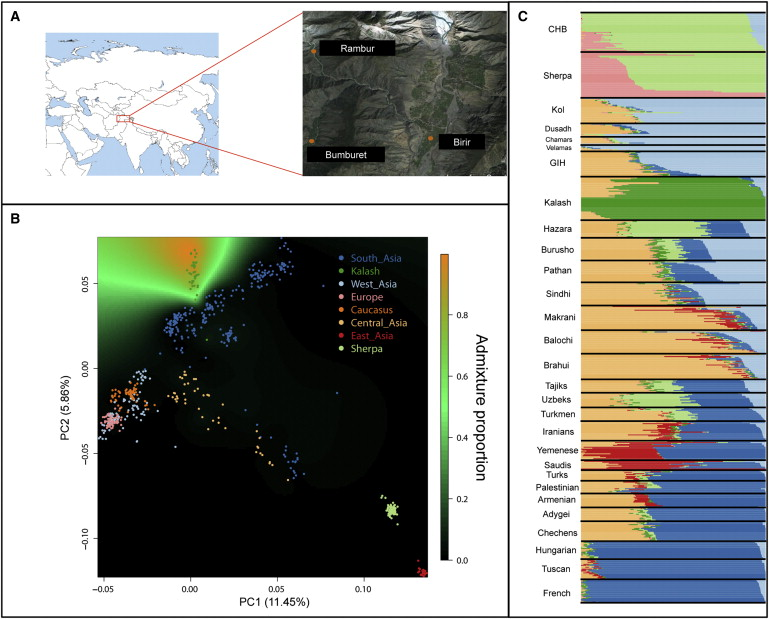
Genetická výjimečnost populace ve třech kalašských vesnicích

Kalašové stále vyznávají své tradiční náboženství.
Součástí jejich tradic jsou i rozsáhlá práva žen: na rozdíl od zbytku Pákistánu chodí nezahalené a účastní se veřejného života. Postup moderní civilizace ale přináší zvýšenou míru islamizace Kalašů, kteří se snaží uchránit svoji identitu mj. blízkou spoluprací s Řeckem.[zdroj?]